# 국가우주위원회 (대한민국)
대한민국 국가우주위원회(國家宇宙委員會)는 2005년 12월 발효된 우주개발진흥법에 따라 대한민국의 국가우주개발 정책을 심의하는 대통령 소속 자문위원회이다. 2024년 5월 출범하였다.

## 역할
우주물체의 이용 및 관리와 우주개발 연구 및 진흥을 위한 우주개발진흥 기본계획을 수립하는 등 우주개발에 관한 사항을 심의하기 위한 부처간 협의 기구다. 대한민국 정부는 5년마다 우주개발 기본계획을 세우고, 국가우주위원회의 심의를 거쳐 이를 확정한다.

## 역사

### 제1회 (2024년 5월)
2024년 5월 30일, 제1회 국가우주위원회가 우주항공청 개청과 함께 윤석열 대통령 주재로 열렸다. 2023년 확정된 〈4차 우주개발진흥계획〉의 연장으로 〈우주항공청 정책방향〉이 발표되었다. 우주항공 5대 강국 실현, 국가 주력산업화를 이룬다는 것을 뼈대로 하였으며, 4대 우주항공 기술분야와 3대 기반 분야별 추진전략이 담겼다.

## 구성원
위원회는 위원장 1명 및 부위원장 1명을 포함한 30명 이내의 위원으로 구성한다. 위원장은 대한민국의 대통령이 되고, 부위원장은 민간위원 중 호선하며, 위원은 다음 각 호의 사람으로 한다.
1. 대한민국의 기획재정부 장관, 대한민국의 과학기술정보통신부 장관, 대한민국의 외교부 장관, 대한민국의 국방부 장관, 대한민국의 행정안전부 장관, 대한민국의 산업통상자원부 장관, 대한민국의 환경부 장관, 대한민국의 국토교통부 장관, 대한민국의 해양수산부 장관, 대한민국의 중소벤처기업부 장관, 대한민국의 국가정보원장, 대한민국의 우주항공청장.
2. 우주 분야에 관한 전문지식과 경험이 풍부한 사람 중에서 대통령이 위촉하는 사람.

각 부서는 우주개발과 밀접한 연관이 있는 정부기관이다.
- 기재부(조달청): 예산 및 조달.
- 과기부: 통신위성, 과학위성.
- 외교부: 해외 우주기관 교섭.
- 국방부: 정찰위성 및 추진체.
- 행안부: 지원.
- 산업부: 우주산업 및 통상.
- 환경부(기상청): 기상위성.
- 국토부: 위성지리정보, 항공기 항로통제.
- 해수부: 로켓낙하물 추락지역 해상통제.
- 중기부: 우주산업 벤처기업 지원.
- 국정원: 기밀정보 취급 및 보안.
- 우항청: 우주정책 및 연구 총괄.

## 같이 보기
- 우주개발중장기기본계획
- 대한민국 우주항공청
- 미국 국가우주위원회